# Mariakerk (Boer)
De Mariakerk is een kerkgebouw in Boer in de Nederlandse provincie Friesland.

## Geschiedenis
De gepleisterde eenbeukige kerk uit de 12e eeuw was oorspronkelijk gewijd aan Maria. In de 16e eeuw werd de kerk verhoogd en uitgebreid met een gotisch koor met steunberen en een toren. De luidklok uit 1561 is van klokkengieter Willem Wegewaert. Het ingangsportaal uit 1664, gesierd met twee leeuwen en een vaas, is afkomstig van de afgebroken stins Elgersmastate. Het interieur wordt gedekt door een tongewelf uit de 17e eeuw.
De Hervormde kerk is sinds 1975 buiten gebruik. Eigenaar van het rijksmonument is de Stichting Alde Fryske Tsjerken. In 2008 (aangegeven op de wijzerplaat) werd de kerk gerestaureerd.

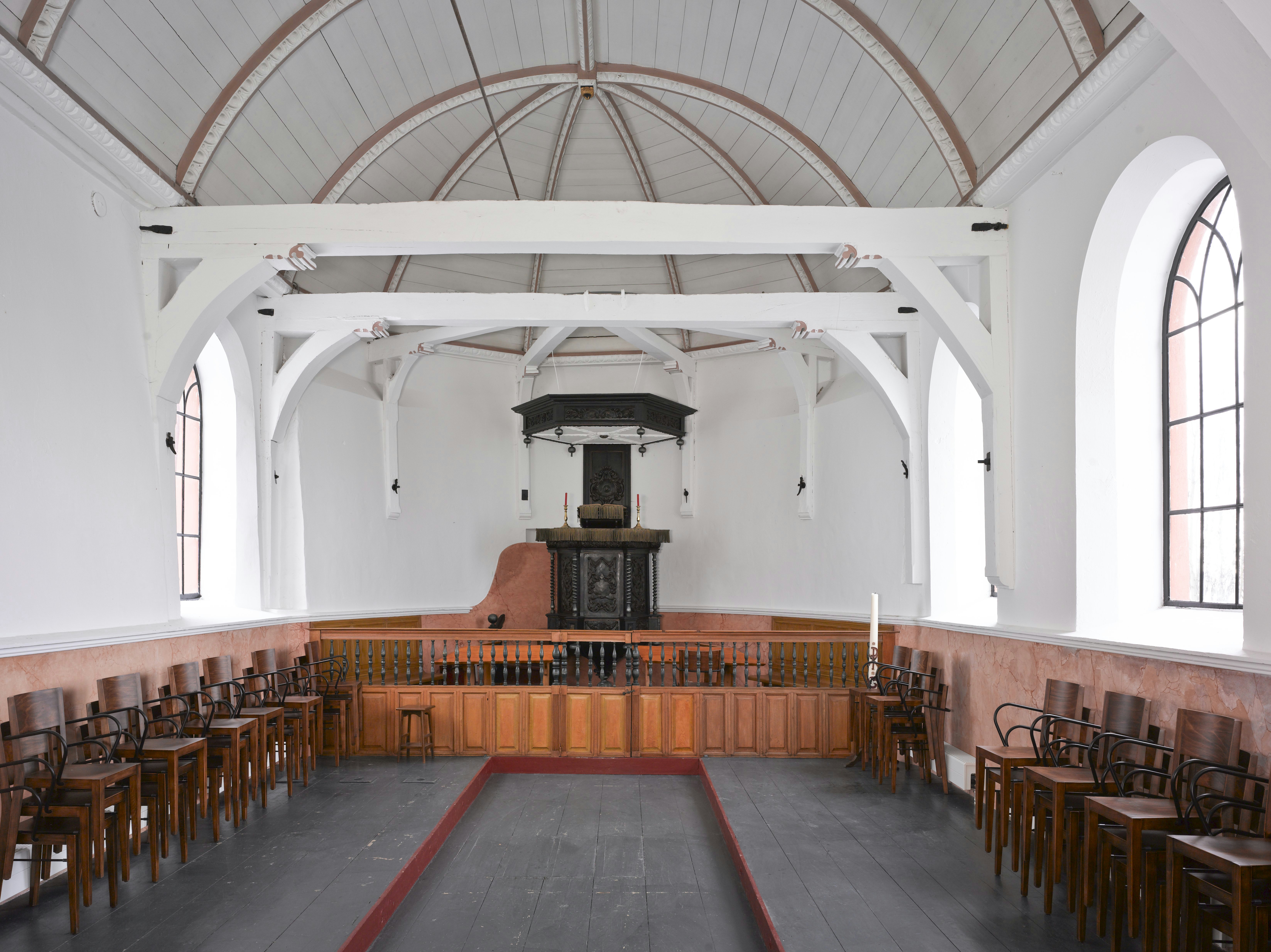
Interieur in 2010
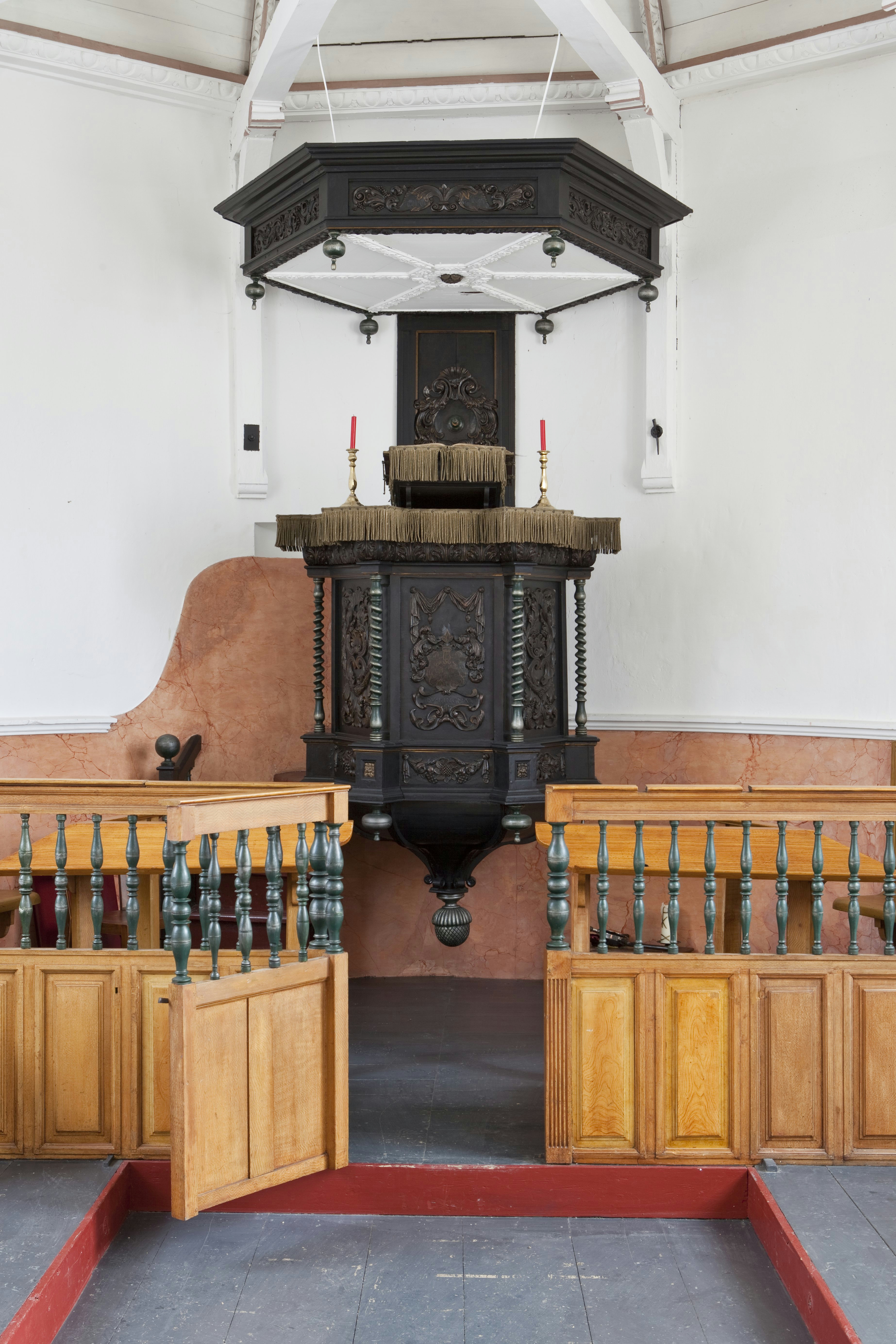
Preekstoel
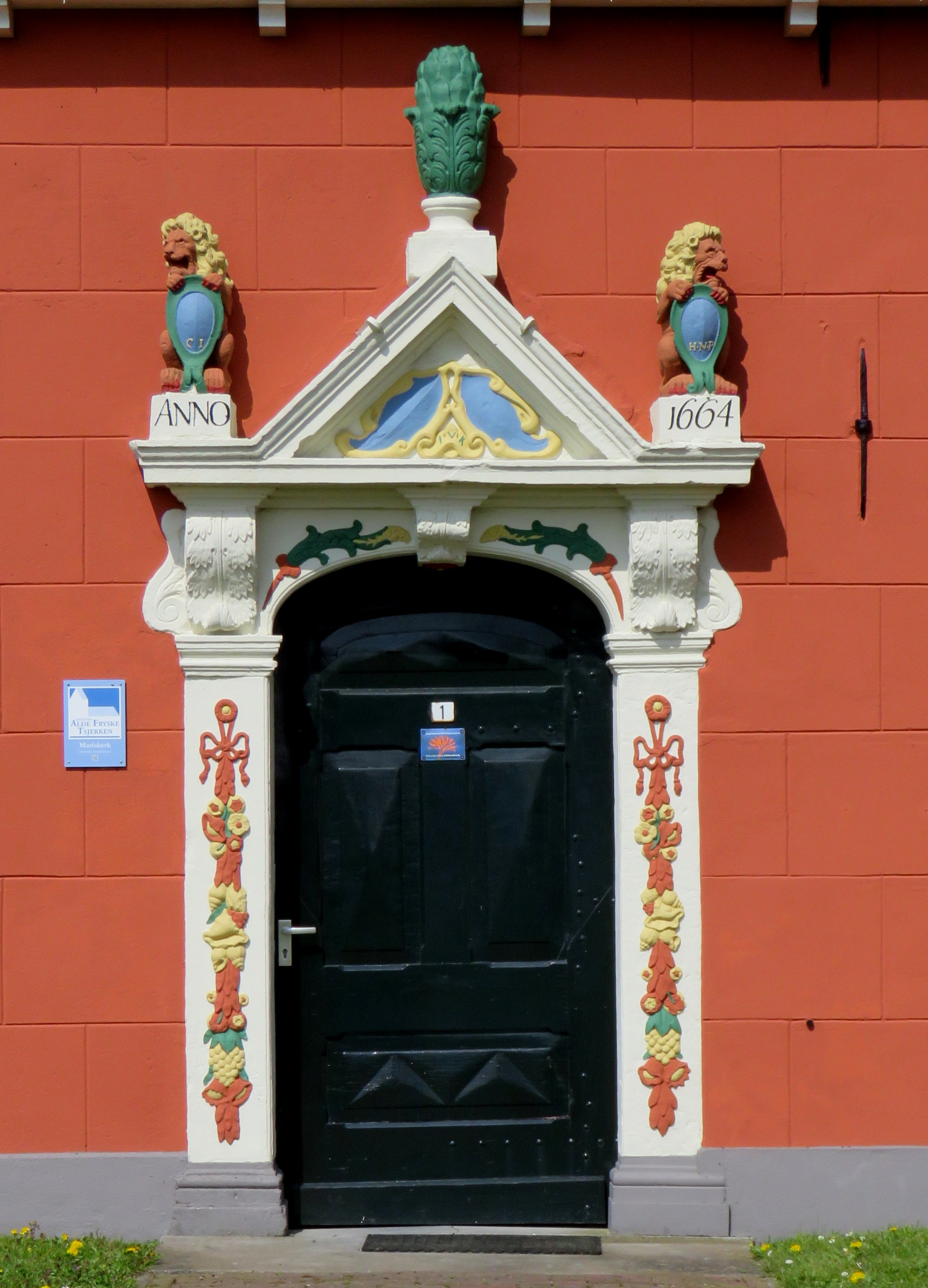
Ingangsportaal